# Palazzo de Amboage
Il Palazzo de Amboage è un edificio civile situato a Madrid, sede dell'Ambasciata italiana nel Regno di Spagna dal 1939.

## Storia
Il palazzo, già di proprietà del marchese de Amboage, fu edificato nei primi anni del XX secolo dall'architetto spagnolo Joaquín Rojí. Dal 1939 esso fu acquistato dal Governo italiano che ne fece la sede dell'Ambasciata d'Italia nel Regno di Spagna. Il complesso occupa un intero isolato della capitale spagnola comprendendo, oltre all'edificio principale, un giardino con un'estensione di 680 m². Nel palazzo, oltre alla cancelleria diplomatica e alle sale di rappresentanza (impreziosite da numerose opere d'arte, perlopiù in prestito temporaneo dai maggiori musei italiani), è situata anche la residenza dell'Ambasciatore.